# 索波特 (普羅夫迪夫州)
42°39′N 24°45′E / 42.650°N 24.750°E

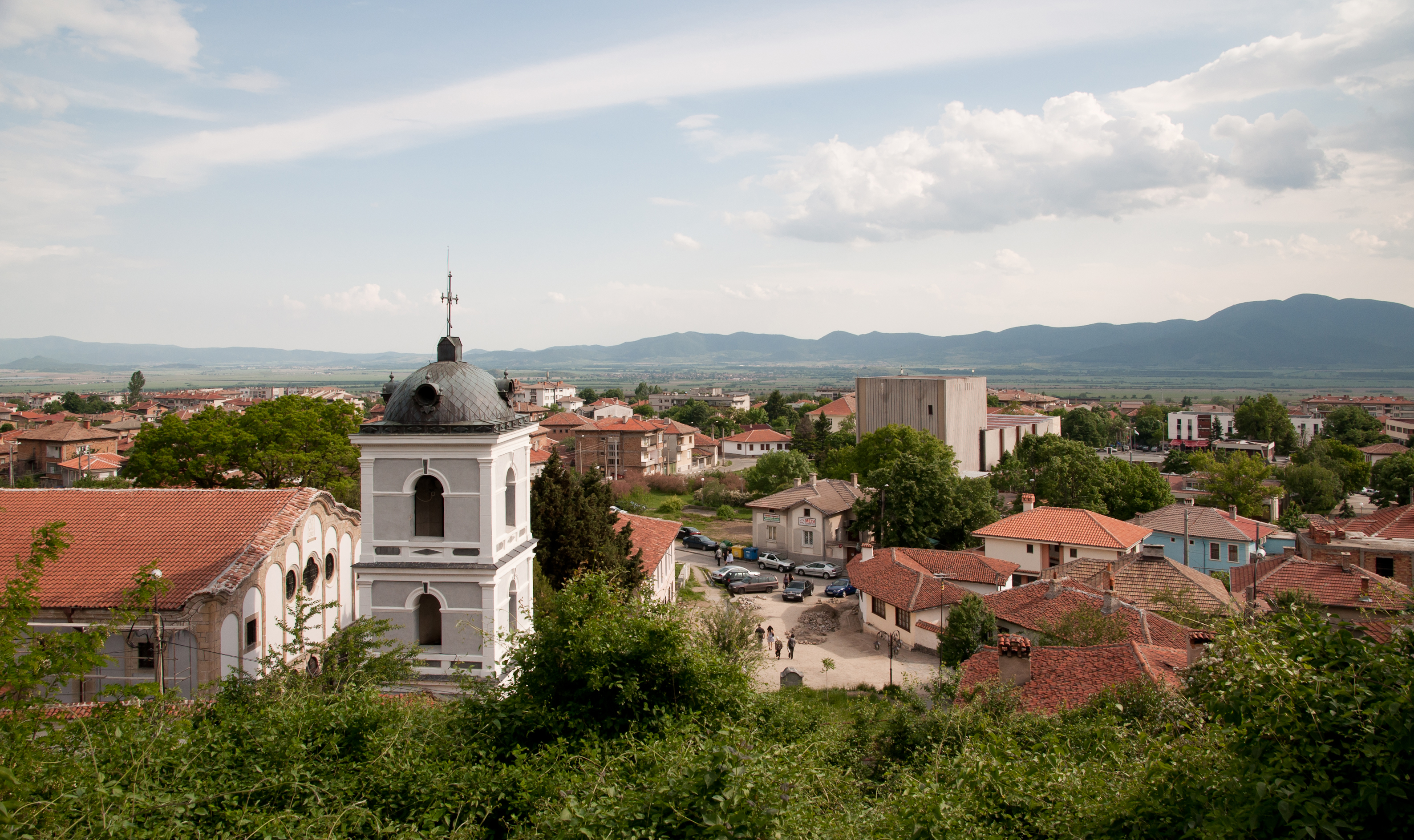

索波特，是保加利亞中部普羅夫迪夫州索波特市鎮的城鎮及行政中心，面積36.37平方公里，海拔高度540米，2015年人口9,049，人口密度每平方公里248.8人。